# Малишев Микола Іванович (підводник)
Микола Іванович Малишев (1911—1973) — капітан 3 рангу, учасник Другої світової війни, Герой Радянського Союзу (1944), позбавлений звань і нагород у зв'язку із засудженням.

## Біографія
Народився 26 листопада 1911 року в селі Новопавлівка Кондольської волості (нині — Пензенський район Пензенської області).
У 1931 році призваний на службу у флот. З квітня по грудень 1932 року служив комендором на лінкор «Марат» Балтійського флоту. У 1932 році закінчив артилерійську школу Навчального загону, в 1933 році — морський факультет при електромінній школі імені О. С. Попова, в 1937 році — Військово-морське училище імені М. В. Фрунзе. Після закінчення училища служив на Чорноморському флоті. З жовтня 1937 року по листопад 1938 року штурман підводного човна «А-4».
У 1939 році закінчив спецкурси комскладу підводного плавання, після чого продовжив службу на Чорноморському флоті, з липня 1939 року по листопад 1940 року помічник командира підводного човна «А-2», а в листопаді 1940 року — листопаді 1941 року — командир ПЛ «А-3». До початку Другої світової війни підводний човен, яким командував М.І. Малишев, перебував у Севастополі на капітальному ремонті. У липні 1941 року, завершивши ремонтні роботи, вона була передислокована до міста Поті, де до листопада 1941 року вона виконувала завдання несення дозорної служби в морському районі на південний захід від міста, але зустрічей з кораблями супротивниками не мала.
У листопаді 1941 року старший лейтенант Н.І. Малишев був призначений командиром підводного човна «М-62». Під його командуванням човен брав участь в обороні Севастополя та Кавказу, звільненні Криму, здійснював бойові походи на комунікації противника, пошук і знищення кораблів противника. Підводний човен діяв у районах мису Тарханкут, мису Бургас, островів Фідонісі, Суліна-Констанца. Підводний човен неодноразово піддавався атакам ворожих судів, однак завдяки своєчасним діям М.І. Малишева, підводний човен завжди вдавалося вивести з-під удару.
З листопада 1941 року по вересень 1944 року підводний човен зробив 19 бойових походів, потопивши при цьому два транспорти та десантну баржу.
16 травня 1944 року указом Президії Верховної Ради СРСР за зразкове виконання бойового завдання командування в боротьбі з німецько-фашистськими загарбниками по звільненню Криму і проявлені при цьому мужність і героїзм» капітан-лейтенант М.І. Малишев удостоєний звання Героя Радянського Союзу з врученням ордена Леніна і медалі «Золота Зірка» за номером 3809. 20 липня 1944 року М.І. Малишеву присвоєно військове звання капітана 3 рангу. 22 липня того ж року підводний човен М.І. Малишева удостоєний гвардійського звання.
У листопаді 1944 року — липні 1945 року командував підводним човном «ТС-3». У липні 1945 року переведений на Червонопрапорний Балтійський флот, але з січня 1946 року знову продовжив командувати підводним човном «ТС-2» на Чорноморському флоті. У січні 1948 року капітан 3 рангу М.І. Малишев звільнений у запас.
Скоїв вбивство (або співучасть у вбивстві свого 12-річного сина, за що був засуджений до 10 років позбавлення волі і 6 травня 1952 року указом Президії Верховної Ради СРСР позбавлений звань і нагород.
Помер 13 жовтня 1973 року в Ялті, де і похований.
Нагороджений орденами Червоного Прапора (1943), Червоної Зірки (1946); медалями «За бойові заслуги» (3.11.1944), «За оборону Севастополя», «За оборону Кавказу».
Був представлений до нагородження орденом Нахімова II ступеня.